# Гильманов, Владимир Хамитович
Владимир Хамитович Гильманов  (род. 23 сентября 1955, Калининград) — профессор Института гуманитарных наук БФУ им. Канта, кафедры исторического языкознания, зарубежной филологии и документоведения, доктор филологических наук, автор книг и статей о С. Дахе, И. Г. Гамане, К. Донелайтисе, Ф. М. Достоевском, И. Канте.

## Биография
Владимир Хамитович Гильманов родился в 1955 г. в Калининграде. В 1977 г. окончил Калининградский государственный университет по специальности «Немецкий язык и литература» историко-филологического факультета. Работал в школе, затем в РГУ имени Канта.

## Научная деятельность
Владимир Хамитович Гильманов в 1988 году защитил кандидатскую диссертацию «Составное именное сказуемое в истории немецкого языка» в ЛГУ имени А. А. Жданова по кафедре немецкой филологии. В 2006 г. была защищена диссертация на соискание ученой степени доктора филологических наук «И. Г. Гаман и литература Просвещения: опыт универсальной герменевтики» в Воронежском государственном университете.
В сферу научных интересов Владимира Хамитовича Гильманова входят:
- Культура Кёнигсберга-Калининграда и региона: Симон Дах, И. Г. Гаман, И. Кант, Э. Т. А. Гофман, Э. Вихерт, И. Бобровский, Ю. Н. Иванов и другие.
- Культура Германии: Гёте, Шиллер, литература Средневековья, барокко, романтизма; философия и религия.
- Русская религиозная философия: В. С. Соловьёв, Г. Г. Шпет, П. А. Флоренский и другие.
- Семиотика культуры и т. д.

Написал несколько книг: об истории и культуре нашего края, о культуре Германии, о русской религиозной философии и о семиотике культуры.
В. Х. Гильманов принимал участие в многочисленных научных конференциях по литературоведению, культурологии, философии, истории, политологии в России (в том числе и в Калининграде), Литве, Латвии, Эстонии, Польше, Германии. Многократно выступал с докладами и лекциями в университетах Берлина, Кёльна, Гамбурга, Мюнхена, Гиссена, Дортмунда.
Стипендиат Гёте-Общества (г. Веймар) и фонда «Цайт» (г. Гамбург)
Член Российского Союза Германистов.
Является председателем Правления АНО «ПрофКо», автономной некоммерческой организации, оказывающей содействие в поиске финансовой поддержки социальных проектов в Калининградской области.

## Список книг
1. Симон Дах и тайна барокко [Текст] / В. Х. Гильманов. — Калининград : Терра Балтика, 2007. — 311 с. : ил., портр., факс.; 22 см; ISBN 978-5-98777-021-4
2. Герменевтика «образа» И. Г. Гамана и просвещение / В. Х. Гильманов. — Калининград : Изд-во Калинингр. гос. ун-та, 2003. — 567 с., [1] портр.; 21 см. — (Stoa Kantiana).; ISBN 5-88874-391-7 (в пер.)
3. Именное сказуемое с предикативом-прилагательным в современном и древневерхненемецком языке : диссертация … кандидата филологических наук : 10.02.04. — Ленинград, 1988. — 234 с.
4. И. Г. Гаман и литература Просвещения : опыт универсальной герменевтики : диссертация … доктора филологических наук : 10.01.03. — Калининград, 2006. — 459 с.
5. И. Г. Гаман и И. Кант: битва за чистый разум : монография / В. Х. Гильманов ; БФУ им. И. Канта. — Калининград : Изд-во Балтийского федерального ун-та им. И. Канта, 2013. — 226, [1] с., [2] л. портр.; 21 см. — (Кант в мировой духовной культуре).; ISBN 978-5-9971-0252-4 : 500 экз.
6. И. Г. Гаман и литература просвещения : Опыт универсальной герменевтики : автореферат дис. … доктора филологических наук : 10.01.03 / Воронеж. гос. ун-т. — Воронеж, 2006. — 35 с.
7. Проблемы региональной литературы : «кёнигсбергский текст» как предмет художественного опыта : [Текст] : учебное пособие / В. Х. Гильманов ; Российский гос. ун-т им. И. Канта. — Калининград : Изд-во Российского гос. ун-та им. Иммануила Канта, 2010. — 92 с.; 20 см. — (Классика мировой литературы: интерпретации).; ISBN 978-5-9971-0095-7
8. Телеология начал в литературной судьбе Восточной Пруссии [Текст] : монография / В. Х. Гильманов, Л. А. Мальцев ; Балтийский федеральный университет им. Иммануила Канта. — Калининград : Изд-во Балтийского федерального ун-та им. Иммануила Канта, 2018. — 256, [2] с. : портр.; 21 см; ISBN 978-5-9971-0497-9 : 500 экз.
9. Балтийский регион в новое и новейшее время: история и региональная политика [Текст] : монография / [А. П. Клемешев (науч. рук.), Г. В. Кретинин (рук.), В. Х. Гильманов и др. ; отв. ред. Г. В. Кретинин] ; Балтийский федеральный университет им. Иммануила Канта. — Калининград : Изд-во Балтийского федерального ун-та им. Иммануила Канта, 2016. — 321, [1] с. : ил., табл.; 24 см; ISBN 978-5-9971-0455-9 : 500 экз.[2]

## Список публикаций
Монографии:
1. Герменевтика «образа» И. Г. Гамана и Просвещение. Калининград, 2003.567 c. (35,6 п.л.)
2. Licht kommt in alles. Erkundungen und Ermittlungen über Königsberg und Kaliningrad. Hrsg. Von A.Manthey GmbH, 58455 Witten. 1993 (1), 1997 (2). (6,4 п.л.)
3. Симон Дах и тайна барокко. Калининград: Terra Baltica, 2008. (около 20 п.л.)

Научные статьи:
1. Мифологическое мышление в сказке Э.Т.А. Гофмана «Золотой горшок» // В мире Гофмана. Калининград, 1994. С.27-41 (0,9 п.л.)
2. Das Fortwirken der Albertina in der Universität Königsberg — Kaliningrad heute // Jm 450. Jahr der Albertina. Nordost-Archiv. Zeitschrift für Regionalgeschichte. Bd. III / 1994. Heft 2. Lüneburg. S. 518—528 (0,6 п.л.)
3. Kant und Königsberg // Rotairer. Düsseldorf, 1995. S. 17-32 (1 п.л.)
4. Герменевтические принципы в творчестве И. Г. Гамана // XXVII науч. конф. проф.-препод. состава: Тезисы докладов. Калининград, 1996. С.53. (0,1 п.л.)
5. Преодоление Не-Меня (О новой теории понимания под воздействием одного мыслителя из старого Кенигсберга) // Кантовский сборник. Калининград: КГУ, 1997. С. 113—127. (0,9 п.л.)
6. Kant und sein Sittengesetz // Mosaik. Zeitschrift für Kultur und Medizin 4 / 1997. Köln. S. 12-21 (0,7 п.л.)
7. Der Mythos Königsberg. Vergangenheit, Gegenwart, Zukunft // Ein schicklicher Platz Hrsg. von Friedemann Kluge. Osnabrück, 1994. S.215-227 (0,8 п.л.)
8. «Слово» в творчестве Гамана // XXIX науч. конф. проф.-препод. состава: Тезисы докладов. Калининград, 1998. С.47. (0,1 п.л.)
9. Goethe und das «Silberne Zeitalter» der russischen Kultur // Goethe-Jahrbuch 1999. Weimar, 1999. S. 102—111 (0,6 п.л.)
10. И. Г. Гаман «Размышления о достопочтенном Сократе» (Перевод, комментарий, предисловие) // Балтийский филологический курьер 1 / 2000. Калининград, 2000. С. 109—160 (3,2 п.л.)
11. Kant und Schweitzer // Albert-Schweitzer-Schule. Jahrbuch für das Schuljahr 1999/2000. Alsfeld, 2000. S. 19-37 (1,1 п.л.)
12. Преображение Логоса в творчестве Гамана // Вестник КГУ. Калининград, 2000. С. 51-60 (0,6 п.л.)
13. И. Г. Гаман Происхождение языка (Перевод и комментарий) // Лики родной земли. Произведения российских, немецких, польских и литовских авторов. Калининград, 1999. С.44-49 (0,3 п.л.)
14. Странствия русского Эроса в творчестве В.Набокова // Набоковский сборник 2001. Калининград, 2001. С.68-86 (0,8 п.л.)
15. «Смерть Бога» как семантическая смерть культуры (Филологические рефлексии в контексте И. Г. Гамана) // Актуальные проблемы литературы. Комментарий к XX веку. Калининград, 2001. С.146-158 (0,8 п.л.)
16. Große Deutsche aus dem Osten // Kultur-politische Korrespondenz. 11 / 2001. S. 6-11. (0,3 п.л.)
17. Теология языка в творчестве И. Г. Гамана // Языкознание: Взгляд в будущее. Калининград, 2002. С.256-281 (1,6 п.л.)
18. Erfahrungen bei der übersetzung Hamanns in Russische // Gajek B. (Hrsg.) Acta des achten Internationalen Hamann-Colloquims an der Martin-Luther-Universität Halle-Wittenberg 2002. Frankfurt am Main / Bern / New York / Paris, 2005. S. 655—659 (0,3 п.л.)
19. «Philologus Crucis» И. Г. Гаман и его герменевтика // Вестник ВГУ. Серия: Филология, Журналистика. 2004, № 2. С. 50 — 54 (0, 3 п. л.)
20. Теология языка И. Г. Гамана // «Филологические науки» 2005, № 1. С. 54 — 64. (0, 4 п. л.)
21. «Крестовые походы» И. Г. Гамана против Просвещения // Вестник МГУ. Серия: Философия. 2005, № 3. С. 14 — 26. (0, 5)
22. Листок с Древа Жизни // Балтийский филологический курьер 5 / 2005. Калининград, 2005. С. 13 — 26. (0,8 п.л.)
23. Kant in Russland // Kant lebt. Sieben Reden und ein Kolloquium zum 200. Todestag des Aufklärers. Paderborn: mentis, 2006. S. 184—196 (0,7 п.л.)
24. «Кенигсбергский субтекст» в творчестве Гёте и Шиллера // Гетевские чтения 2004—2006. М., 2007. С. 161—181 (1,1 п.л.)
25. Гаман и «проклятый вопрос» Ф. Г. Якоби // Гетевские чтения 2004—2006. М., 2007. С. 200—217 (1 п.л.)
26. Projekt «Immanuel» // Bewerten -Orientieren — Erleben. Schriften zur Bildungs- und Freizeitwissenschaft. Aachen, 2007. S. 234—243 (0,6 п.л.)
27. Страсти по Натанаэлю, или «Откровение от Гофмана» (по мотивам новеллы Э.Т.А. Гофмана «Песочный человек») // Балтийский филологический курьер 6/2007. Калининград, 2007. С 7 — 35 (2,2 п.л.)

Составление:
1. Слышишь меня? Кенигсберг в воспоминаниях. Калининград, 2007. 296 С. (Составление, перевод, вступительная статья).

Переводы, редактирование:
1. И. Г. Гаман «Достопримечательные мысли Сократа», «Aesthetica in nuce» // Гильманов В. Х. Герменевтика «образа» И. Г. Гамана и Просвещение. Калининград, 2003. С. 421—546.[3]